# Антологія далекосхідної української лірики
Антологія далекосхідної української лірики — антологія поезії українських авторів Далекого Сходу та перекладів віршів далекосхідніх поетів українського походження, що пишуть російською, та двох нанайських поетів з передмовою Г. Синьогуба. 
Антологія підготована і видана О. Лозиковим 2009 року у Хабаровську у бібліотечці журналу «Далекосхідна хвиля». Наклад — 200 примірників, обсяг — 175 сторінок. В антології опубліковані оригінальні вірші Людмили Дудко, Надії Шведченко, Олега Бевза, Валерія Смаглюка, Валентини Красношапки, М. Зварич, О. Петрук, В. Сергеєва, Г. Скрябіної (помилково позначені як вірші Е. Познякової), Л. Плюшко, М. Х., А. Криля, Марії Червінець, Івана Самотнього, Віктора Колиби, Віри Гриздренко, Валентина Рудоміна, Михайла Степчука, Валентина Ткаченка, Федора Приварникова, Василя Іванова, Олександра Гаврилюка, Володимира Колісниченка, Сергія Куріні, Тараса Гайди, Євгена та Тараса Цимбалюків, Наталки Цимбалюк, Петра Обережного, Наталі Дідух, О. Лозикова, а також переклади О. Лозикова з російської віршів Галини Шведченко-Симоненко, Антоніни Батіг (Лупиніс), Марини Грінченко, Тетяни Мирчук, Юрка Бєлінського, Геннадія Козлова, Євгена Єрофійова, Наталі Костюк, Владлена Кісарова, Бориса Сухарова, Віктора Єращенка, а також з нанайської — віршів Раїси Ходжер та Георгія Бельди.